# Навплий-возжигатель
«Навплий-возжигатель» или «Навплий, зажигающий огни» — пьеса древнегреческого драматурга Софокла (V век до н. э.) на тему мифов о Троянской войне. По разным версиям, это была трагедия или сатировская драма. Её текст утрачен за исключением ряда небольших фрагментов (фрг. 425—438 Radt).
Главный герой пьесы — эвбейский герой Навплий, сын которого Паламед принял участие в походе на Трою и во время осады был казнён как изменник из-за козней Одиссея. Навплий пытался добиться реабилитации сына, но потерпел неудачу. Тогда он решил отомстить ахейцам: когда те плыли от взятой Трои домой, Навплий зажёг огни на скалах Эвбеи в бурную ночь. Многие корабли разбились, а люди, бывшие на борту, погибли в волнах.
Сохранилось несколько обрывков текста, связанных с сюжетом о Навплии. Часть из них исследователи относят к первой пьесе Софокла об этом герое — трагедии «Навплий приплывающий». Фрагментами текста «Навплия-возжигателя» могут быть фрагмент № 253 по нумерации Радта, «…Головами вниз, // Как зяблики в силках, они повисли» (в нём, возможно, описываются ахейцы, запутавшиеся в корабельных снастях), и короткие фрагменты № 255—257. В одном отрывке кто-то из героев обращается к Ночи, «родительнице горя», в другом «ночь горя», вмещающая «тысячу ночей», сравнивается с «днём счастья», который пролетает, как стрела.